# Iglesia de San José (Cádiz)
La iglesia de San José es un templo neoclásico de finales del siglo XVIII ubicado en Cádiz, España, terminado en 1787. Fue declarado Bien de Interés Cultural en 1979.
Su construcción estuvo a cargo de los arquitectos Torcuato Cayón y Torcuato Benjumeda. 
El exterior es de estilo borrominesco. La planta del templo está compuesta por tres naves, siendo la central más alta que las dos laterales. El frontón está rematado por dos torres cuadradas flanqueadas por columnas jónicas. Las cúpulas, tanto del crucero como de las torres, están acabadas en cerámica azul.

## Cementerio
Originalmente estaba unida por un camino arbolado al antiguo cementerio católico, donde se abrió una fosa común para represaliados. Datado en la misma época y por el mismo arquitecto, constituyó el embrión del futuro barrio de San José.[cita requerida]

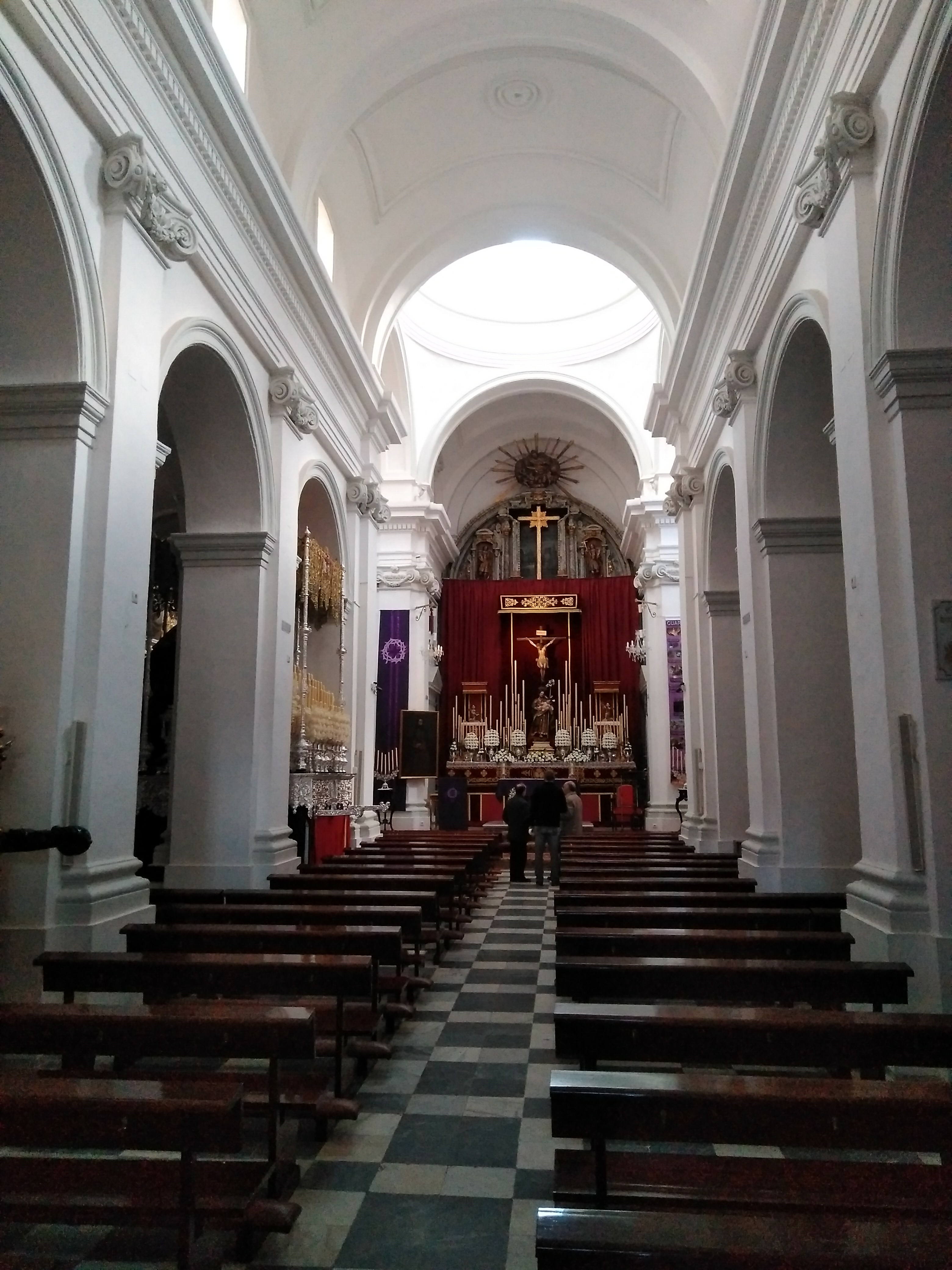
Interior

Actualmente se encuentra en la Avenida de Cádiz, junto al monumento a José de San Martín.